# ارتباطات اینترسکوپ
ارتباطات اینترسکوپ (به انگلیسی: Interscope Communications؛ همچنین به عنوان اینترسکوپ پیکچرز شناخته می شود) یک شرکت تولید فیلم سینمایی بود که در سال ۱۹۸۲ توسط تد فیلد تأسیس شد. به زودی به بخشی از پلی‌گرم انترتینمنت تبدیل شد..